# 沃羅尼夫齊 (穆羅瓦尼庫里利夫齊區)
48°50′7″N 27°25′56″E / 48.83528°N 27.43222°E
沃羅尼夫齊（烏克蘭語：Воронівці），是烏克蘭的村落，位於該國西南部文尼察州，由莫希利夫-波季利斯基區負責管轄，始建於1570年，面積1.01平方公里，海拔高度293米，2001年人口252。